# Pardosa sichuanensis
Pardosa sichuanensis este o specie de păianjeni din genul Pardosa, familia Lycosidae, descrisă de Yu și Song, 1991. Conform Catalogue of Life specia Pardosa sichuanensis nu are subspecii cunoscute.